# William Foster (Schwimmer)
William „Willie“ Foster (* 10. Juli 1890 in Haslingden, Lancashire; † 17. Dezember 1963 in Fylde) war ein britischer Schwimmer. Er gewann je eine olympische Gold- und Bronzemedaille.

## Karriere
Foster schwamm für den Bacup Amateur Swimming Club in Rossendale.
Bei den Olympischen Spielen 1908 in London trat Foster drei Tage nach seinem 18. Geburtstag über 400 Meter Freistil an. Als Sieger des zweiten Vorlaufs erreichte er das Halbfinale mit der sechstbesten Vorlaufzeit. Im Halbfinale wurde er Zweiter hinter dem Australier Frank Beaurepaire und vor seinem Landsmann Paul Radmilovic, nur die ersten beiden stiegen ins Finale auf. Im Endlauf siegte Fosters Landsmann Henry Taylor vor Frank Beaurepaire und dem Österreicher Otto Scheff. Foster belegte den vierten Platz. Über 1500 Meter Freistil gewann Foster den siebten Vorlauf, wobei er als einziger von fünf gemeldeten Schwimmern antrat. Im Halbfinale schied er als Dritter hinter Henry Taylor und Frank Beaurepaire aus. Am Tag nach dem Halbfinale über 1500 Meter Freistil stand die 4-mal-200-Mter-Freistilstaffel auf dem Programm. Foster, Radmilovic, John Derbyshire und Henry Taylor schwammen die beste Vorlaufzeit. Im Finale traten sie in der Reihenfolge Derbyshire, Radmilovic, Foster und Taylor an und waren zwei Sekunden langsamer als im Vorlauf. Gleichwohl siegten sie mit drei Sekunden Vorsprung vor den Ungarn und sechs Sekunden vor der Staffel aus den Vereinigten Staaten. Obwohl die Vorlaufzeit besser war, wurde die Siegerzeit aus dem Endlauf als erster Weltrekord anerkannt. Foster war mit 18 Jahren und zwei Wochen jüngster männlicher britischer Olympiasieger aller Zeiten.
Vier Jahre später bei den Olympischen Spielen in Stockholm trat Foster erneut in drei Disziplinen an. Über 1500 Meter wurde er im fünften Vorlauf Zweiter hinter dem Australier Harold Hardwick. Im zweiten Halbfinale wurde Foster Dritter und schied damit aus. Über 400 Meter Freistil belegte Foster im sechsten Vorlauf den zweiten Platz hinter dem Kanadier George Hodgson. Im Halbfinale wurde Foster Dritter im ersten Halbfinale. Der Dritte des zweiten Halbfinales war über zehn Sekunden schneller und erhielt den fünften Finalplatz. In der 4-mal-200-Meter-Freistilstaffel verbesserte die Staffel aus den Vereinigten Staaten im ersten Vorlauf den vier Jahre alten Weltrekord der Briten, im zweiten Vorlauf waren drei Australier und ein Neuseeländer noch einmal schneller. Drei Tage später verbesserten die Australasier ihren Weltrekord und siegten vor der US-Staffel. Acht Sekunden hinter den Amerikanern erkämpften William Foster, Thomas Battersby, John Hatfield und Henry Taylor die Bronzemedaille vor den Deutschen.